# Гольдштейн, Иосиф Маркович
Иосиф Маркович Гольдштейн (нем. Joseph Markus Goldstein; 1868—1939) — немецкий, швейцарский и российский экономист, статистик, демограф, профессор Московского университета.

## Биография
Родился в 1868 году в Германии в семье выходцев из России (из Одессы). Окончил Политехникум в Карлсруэ с дипломом инженера-химика. Ещё в Политехникуме занимался политической экономией и финансами и продолжил затем обучение на государственном факультете Мюнхенского университета, который окончил в 1895 году, получив степень доктора политической экономии. 
С 1898 по 1906 гг. состоял доцентом Цюрихского университета, на кафедре политической экономии и статистики. При содействии директора Петербургского Международного банка А. Ю. Ротштейна и при помощи С. Ю. Витте получил вид на жительство в Российской империи и право преподавать в её высших учебных заведениях. В 1902 году сдал магистерский экзамен при юридическом факультете Императорского Московского университета.
В 1903 и 1907 годах в России последовательно защитил магистерскую «Проблемы населения во Франции» (СПб., 1903) и докторскую «Синдикаты и тресты и современная экономическая политика» (М., 1907) диссертации.
С 1906 года читал лекции по экономической политике и истории экономических течений в Московском университете и Московском коммерческом институте, где основал научно-практические «семинарии», которые посещали студенты юридического факультета, ставшие впоследствии известными экономистами: Л. Н. Литошенко, З. С. Каценеленбаум, Л. Б. Кафенгауз, А. А. Рыбников и др. За успешную постановку занятий в этих семинариях Гольдштейн получил в 1911 году медаль имени П. П. Семёнова-Тян-Шанского от Императорского Русского географического общества. Такой же семинарий был им основан и на Высших женских курсах, где И. М. Гольдштейн с 1907 года читал лекции по теории политической экономии и истории экономических течений. Также с 1907 года он читал спецкурс по политической экономии в Императорском техническом училище, а с 1908 года — преподавал статистику на Московских Высших женских юридических курсах.
С 1917 года по 1919 год был профессором кафедры политической экономии и статистики юридического факультета Московского университета, в 1919 году — профессор экономического отделения факультета общественных наук. В 1919 году эмигрировал в США, где спустя некоторое время им был основан «Фонд помощи московским учёным, писателям и артистам». 
Умер в сентябре 1939 года в Нью-Йорке.

## Научная деятельность
По своим научным взглядам принадлежал к тем учёным, которых ныне называют «государственниками». Являясь в 1911-1917 годах сторонником экономических реформ, он считал, что всякого рода революционные изменения в экономике не только не предсказуемы по своим последствиям, но и опасны в социальном и политическом отношении. В статье «Угрожает ли нашей промышленности крах?» (Экономическое величие России. — 1917. — № 8. — С. 3) писал: «Кому, как не экономистам, известно, что только труд, а не переделы созданных предшественниками богатств, являются основой экономического роста и стабильного развития народного хозяйства».
Печатался в русских, немецких и французских научных периодических изданиях. Ему принадлежат монографии по проблемам синдикатов и трестов, а также внешнеэкономической политики Российской империи.
Проводимая Советским правительством политика военного коммунизма не совпадала с представлениями Гольдштейна об экономической политике и он принял решение уехать из России.